# Arne Nielsen (PET-chef)
 For alternative betydninger, se Arne Nielsen. (Se også artikler, som begynder med Arne Nielsen)
Arne Nielsen (9. februar 1926 i Frederikshavn – 1. november 1970 i Bruxelles) var politiinspektør og chef for Politiets Efterretningstjeneste (PET).
Arne Nielsen blev ansat hos PET's ledelse som jurist i forbindelse med sikkerhedstjenestens navneforandring fra REA til PET. Andre jurister, der blev ansat på samme tid, var Ernst Mogens Jensen og Ole Stevns. I 1964 blev Arne Nielsen leder af PET efter Ernst Mogens Jensen. Under Arne Nielsens lederskab af PET formulerede regeringen Regeringserklæringen 1968 om PET's virke.
Arne Nielsen døde som blot 44-årig i en hotelseng i Bruxelles.
Hans Davidsen-Nielsen har kaldt ham "den mest farverige, fascinerende og fandenivoldske skikkelse i PET's historie".